# Sucupira do Riachão
Sucupira do Riachão là một đô thị thuộc bang Maranhão, Brasil. Đô thị này có diện tích 564,974 km², dân số năm 2007 là 4443 người, mật độ 7,86 người/km².